# Thadikarankonam
Thadikarankonam es una  ciudad censal situada en el distrito de Kanyakumari en el estado de Tamil Nadu (India). Su población es de 6241 habitantes (2011). Se encuentra a 61 km de Thiruvananthapuram y a 60 km de Tirunelveli. 

## Demografía
Según el censo de 2011 la población de Thadikarankonam era de 6241 habitantes, de los cuales 3087 eran hombres y 3154 eran mujeres. Thadikarankonam tiene una tasa media de alfabetización del 88,07%, superior a la media estatal del 80,09%: la alfabetización masculina es del 91,64%, y la alfabetización femenina del 84,56%.